# Nick Suriano

Scarlet Knights

Wolverines

Nicholas "Nick" Raymond Suriano (ur. 14 kwietnia 1997) – amerykański zapaśnik walczący w stylu wolnym. Złoty medalista mistrzostw panamerykańskich w 2024. Pierwszy w Pucharze Świata w 2022 roku.
Zawodnik Bergen Catholic High School, a także Rutgers University i University of Michigan. Trzy razy All-American (2018-2022) w NCAA Division I; pierwszy w 2019 i 2022; drugi w 2018 roku.